# Buenos Aires/Napoli
Buenos Aires/Napoli è un singolo del rapper italiano Clementino, il quarto estratto dall'album in studio Mea culpa e pubblicato il 31 gennaio 2014.

## Descrizione
Il singolo ha visto la partecipazione vocale del gruppo musicale italiano Negrita.

## Video musicale
Il videoclip, diretto da Ludovico Galletti e Sami Schinaia, è stato pubblicato il 31 gennaio 2014 attraverso il canale YouTube del rapper.